# Hengill
Hengill – wulkan (803 m n.p.m.) położony w południowo-zachodniej Islandii na południe od Þingvellir. Wulkan zajmuje powierzchnię około 100 km².
Jest aktywny, na co dowodem są liczne gorące źródła i fumarole, choć ostatnia erupcja miała miejsce ok. 2000 lat temu.
Wulkan jest ważnym źródłem energii dla dwóch dużych elektrowni geotermalnych: Hellisheiði i Nesjavellir.
Okolice wulkanu są atrakcyjnym obszarem turystycznym, dzięki rozbudowanej sieci szlaków pieszych i gorącym źródłom, z których kilka nadaje się do kąpieli. Większość szlaków turystycznych zaczyna się przy elektrowniach geotermalnych lub w miasteczku Hveragerði, które jest zaliczane do obszaru wulkanu Hengill.